# Carlo Ceresoli
Carlo Ceresoli (Bérgamo, Provincia de Bérgamo, Italia, 14 de junio de 1910 - Bérgamo, Provincia de Bérgamo, Italia, 22 de abril de 1995) fue un futbolista y director técnico italiano. Se desempeñaba en la posición de guardameta.

## Selección nacional
Fue internacional con la selección de fútbol de Italia en 8 ocasiones. Debutó el 14 de noviembre de 1934, en un encuentro amistoso ante la selección de Inglaterra que finalizó con marcador de 3-2 a favor de los ingleses.

### Participaciones en Copas del Mundo
| Mundial                        | Sede    | Resultado |
| ------------------------------ | ------- | --------- |
| Copa Mundial de Fútbol de 1938 | Francia | Campeón   |

## Clubes

### Como futbolista
| Club           | País   | Año         |
| -------------- | ------ | ----------- |
| F. C. Alzano   | Italia | 1927 - 1928 |
| Atalanta B. C. | Italia | 1928 - 1932 |
| Inter de Milán | Italia | 1932 - 1936 |
| Bologna F. C.  | Italia | 1936 - 1939 |
| Genoa C. F. C. | Italia | 1939 - 1941 |
| Juventus F. C. | Italia | 1941 - 1942 |

### Como entrenador
| Club               | País   | Año         |
| ------------------ | ------ | ----------- |
| A. C. Palazzolo    | Italia | 1950 - 1951 |
| Atalanta B. C.     | Italia | 1951 - 1952 |
| Salernitana Calcio | Italia | 1952 - 1953 |
| Atalanta B. C.     | Italia | 1963 - 1964 |
| Atalanta B. C.     | Italia | 1968 - 1969 |

## Palmarés

### Como futbolista

#### Campeonatos nacionales
| Título      | Club           | País   | Año     |
| ----------- | -------------- | ------ | ------- |
| Serie A     | Bologna F. C.  | Italia | 1936-37 |
| Serie A     | Bologna F. C.  | Italia | 1938-39 |
| Copa Italia | Juventus F. C. | Italia | 1941-42 |

#### Copas internacionales
| Título                 | Equipo              | País   | Año  |
| ---------------------- | ------------------- | ------ | ---- |
| Copa Mundial de Fútbol | Selección de Italia | Italia | 1938 |